# Micubiši G4M
Micubiši G4M byl pozemní dálkový bombardovací letoun japonského císařského námořního letectva užívaný za druhé světové války. Jestliže na jejím počátku patřil ke špičkovým strojům, od její druhé poloviny se již jednalo o zastaralý typ. V japonském námořnictvu byl znám jako pozemní útočný letoun typ 1 (一式陸上攻撃機, ičišiki rikudžó kógekiki). Dlouhé označení rikudžó kógekiki (陸上攻撃機 pozemní útočný letoun) se zkracovalo na rikkó (陸攻). Díky tvaru trupu si vysloužil přezdívku Hamaki (葉巻 ~ doutník), od vývojového týmu dostal přezdívku Namekudži (なめくじ ~ slimák) a díky nedostatečné ochraně palivových nádrží a z toho vyplývajícím tendencím vzplanout po pár zásazích i přezdívku Létající zapalovač. Spojenecké kódové označení pro všechny verze (včetně transportní) bylo Betty.

## Vývoj

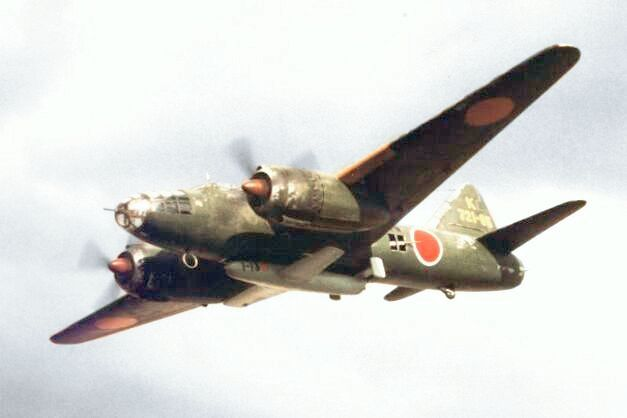
Micubiši G4M2E Model 24 Tei

Vývoj bombardéru G4M byl zahájen v září roku 1937 a první prototyp vzlétl 23. října 1939 na základně v Kagamihaře.. Ukázalo se, že letoun má dobré vlastnosti, které překonávaly požadované parametry. Proto bylo rozhodnuto, že stroje budou převzaty do výzbroje. První sériově vyráběné letouny byly pod označením G4M1 dodány námořnímu letectvu v květnu 1941. Letoun byl průběžně modernizován, dostal silnější motory a byly zvažovány další možnosti zlepšení obranyschopnosti. Celkem bylo (včetně dvou prototypů) vyrobeno 1702 kusů verze G4M1. V prosinci roku 1942 vzlétl prototyp verze G4M2 a od roku následujícího byly tyto stroje dodávány armádě souběžně s typem G4M1. Celkem bylo vyrobeno 1152 kusů všech subverzí G4M2 (včetně experimentálních strojů). Na počátku roku 1944 byly vyrobeny tři prototypy verze G4M3. Strojů verze G4M3 bylo vyrobeno pouhých 60, protože japonské továrny, které byly poškozeny válečnými událostmi, nedokázaly již tyto letouny ve větším množství produkovat.
Koncem války bylo asi 70 strojů verze G4M2 přestavěno na nosič sebevražedných pum Óka, který byl označován G4M2E Model 24 Tei.

## Varianty

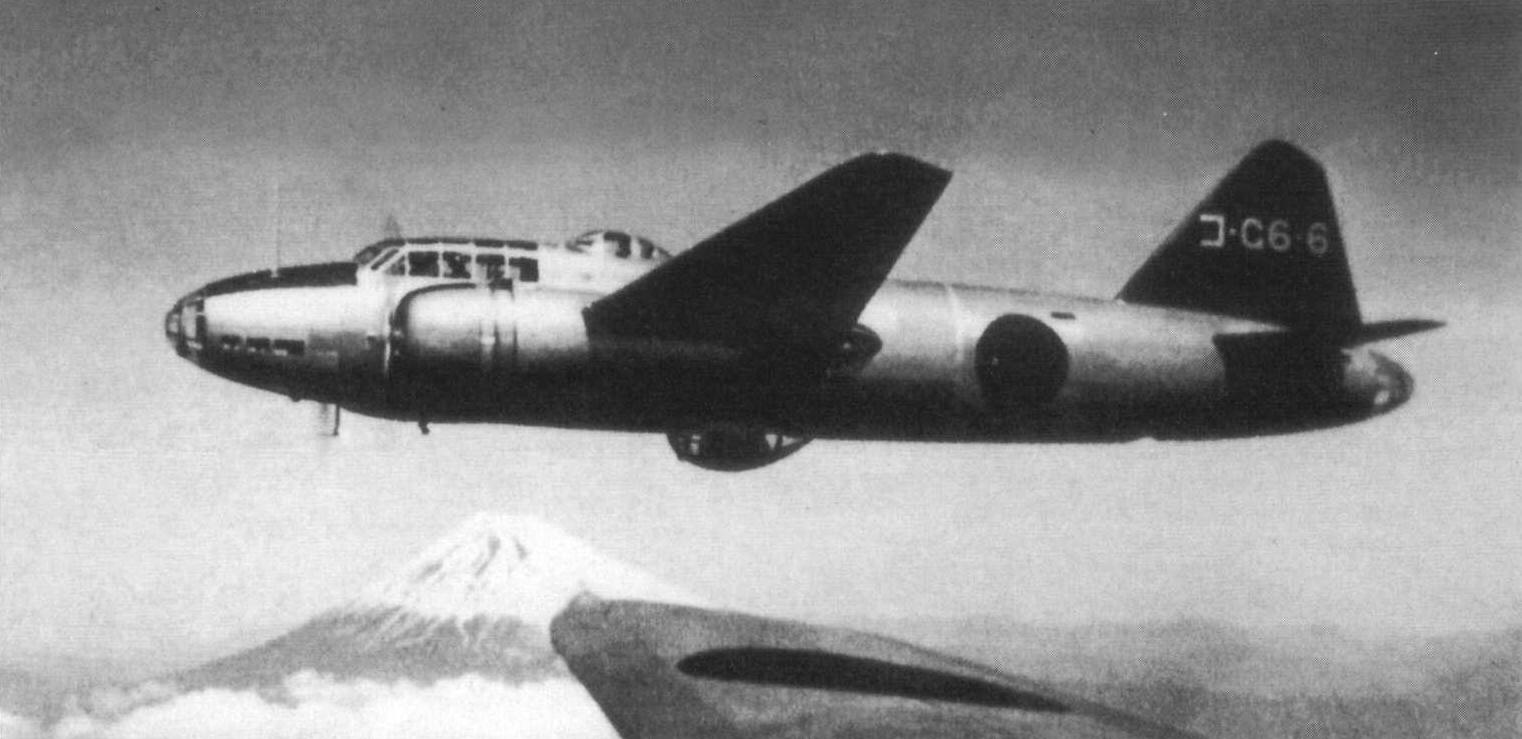
Těžký stíhací G6M1 od Kaigun Kókú Gidžucušó (海軍航空技術廠 ~ Námořní letecký technický arsenál). Všimněte si prosklené střelecké vany pod trupem a absence kruhové antény za kabinou

- G6M1 byl těžký stíhací letoun vyvinutý na základě prototypu G4M. Zaměření se na G6M1 mělo za následek opoždění dodávek prvních bombardovacích G4M bojovým útvarům. Celkem bylo v druhé polovině roku 1940 vyrobeno 30 strojů, které byly po neúspěchu projektu (poté, co G3M odhodily pumy, jim G6M1 kvůli nárůstu hmotnosti oproti prototypu G4M nestačily) přestavěny nejprve na cvičné stroje G6M1-K2[9] (dlouhé označení cvičné verze bylo velký pozemní cvičný letoun typ 1 / 一式大型陸上練習機 / iči šiki dai gata rikudžó renšúki) a poté na transportní G6M1-L. První G6M1 byl vyroben v srpnu 1940 a první tři stroje obdržela Takao kókútai v prosinci téhož roku. G6M1 měl redukovanou zásobu paliva na 3640 litrů, způsobenou odstraněním vnějších křídelních nádrží. Nádrže v trupu dostaly samosvorný obal a nádrže v křídle měly samosvorný obal na přední a zadní straně. Výzbroj tvořilo pět pohyblivých 20mm kanónů typu 99-1 (po jednom v bočních střelištích, na zádi a dva ve vaně pod trupem: jeden střílející vpřed a jeden vzad) a jeden 7,7mm kulomet typu 92 v přídi. Počet členů posádky stoupl na deset. G6M1 neměly pumovnici.[3]
- G6M1-L (též G6M1-L2) byl transportní letoun získaný přestavbou všech 30 vyrobených kusů G6M1. Byla demontována veškerá výzbroj, demontována spodní střelecká vana, střeliště na zádi zaplechováno, kruhový vstup na levé straně trupu byl nahrazen za rozměrnější dveře a počet členů posádky redukován na pět. Jedinou výzbroj tvořil 7,7mm kulomet typu 92 v hřbetním střelišti. G6M1-L mohl přepravovat až dvacet plně vybavených výsadkářů. Dlouhé označení bylo pozemní dopravní letoun typ 1 (一式陸上輸送機 iči šiki rikudžó jusóki).[10] G6M1-L často provozovala hikóka (pozemní personál) k transportu pozemního personálu kókútai a byla jimi vybavena i transportní Kókútai 1001.[11]

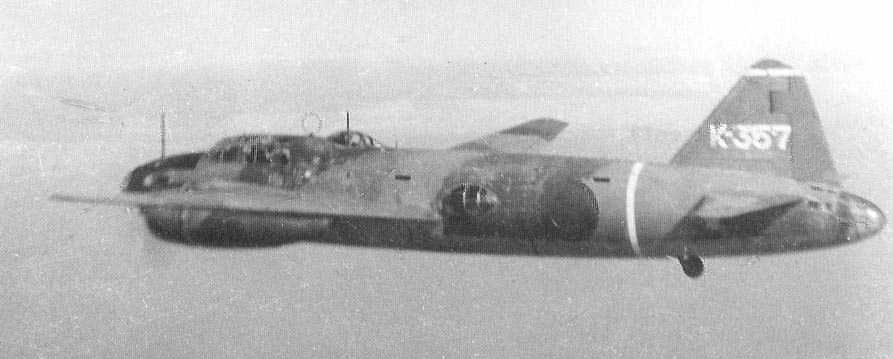
G4M1 Model 11 od Kanoja kókútai v zeleno-hnědé kamufláži. Letoun má zachovány dveře pumovnice i prosklení zadního střeliště. Od pozdějších verzí se G4M1 dá snadno identifikovat díky kruhové anténě a hřbetnímu střelišti za kabinou a kapkovitým bočním střelištím na bocích.

- G4M1 Model 11 byla základní verze G4M, zavedená do výzbroje 2. dubna 1941. Kvůli nedostatku motorů používaných v pozdějších verzích byla sériová výroba ukončena až v lednu 1944. Celkem bylo (včetně dvou prototypů a 13 předsériových strojů) vyrobeno 1702 strojů modelu 11. Až po stroj s výrobním číslem 405 byl model 11 poháněn dvouhvězdicovými čtrnáctiválci Micubiši Kasei 11 o vzletovém výkonu 1530k. Od stroje s výrobním číslem 406 se pak montovaly motory Micubiši MK4E Kasei 15, což někdy vede k označování této varianty jako Model 12, ale navzdory filosofii číslování modelů, zůstalo číslo modelu zachováno a označení model 11 zahrnovalo i takto upravené stroje. Motory poháněly třílisté kovové stavitelné vrtule. Posádku tvořilo sedm mužů. Obrannou výzbroj tvořily čtyři 7,7mm kulomety typu 92 (po jednom v přídi, ve hřbetním střelišti a ve střelištích na bocích trupu) a jeden 20mm kanón typu 99-1 v zadním střelišti. U jednotek byly často demontovány dveře pumovnice (které se vysouvaly do stran: vysunuté kladly značný odpor a výsuvný mechanismus byl poruchový) a část prosklení ocasního střeliště 20mm kanónu typu 99-1, aby se zvětšil výstřelný úhel.[13][4]
- G4M1 Model 13 byl přestavěný G4M1 Model 11 s výrobním číslem 241, který byl od dubna 1942 testován v Jokosuce. Díky odlehčení a motorům Micubiši MK4E Kasei 15 (se vstupem vzduchu pro karburátory na horní straně motorového krytu) měl oproti modelu 11 s motory Kasei 11 asi o 400m větší dostup, do výšky 8000 m vystoupal o tři minuty rychleji a maximální rychlost vzrostla o 18,5 km/h ve výšce 6000 m a o 35 km/h ve výšce 8000 m.[10]
- G4M2 Model 22
  - G4M2a Model 22 Kó
  - G4M2b Model 22 Otsu
- G4M2A Model 24
  - G4M2Aa Model 24 Kó
  - G4M2Ab Model 24 Otsu
  - G4M2Ac Model 24 Hei
- G4M2B Model 25
- G4M2C Model 26
- G4M2D Model 27
- G4M2E Model 24 Tei
- G4M3 Model 34
  - G4M3a Model 34 Kó
- G4M3C Model 36

## Zbarvení

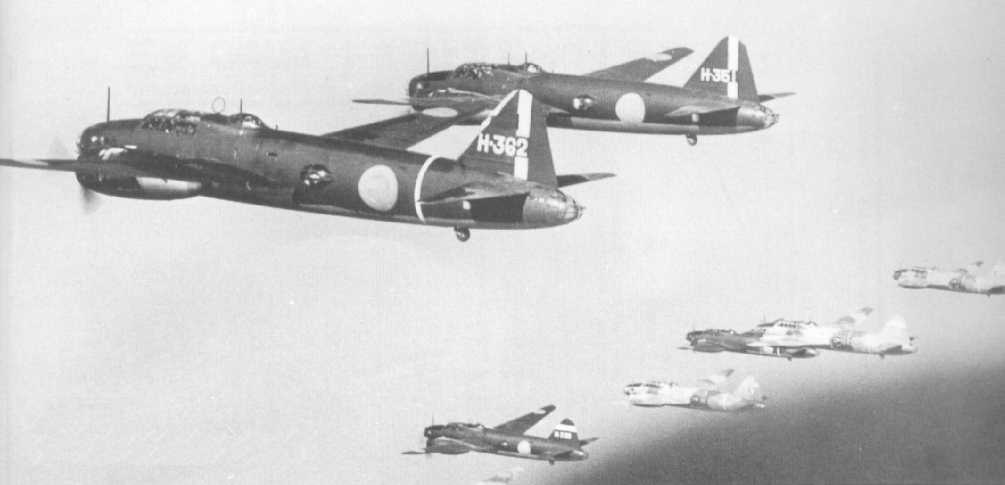
Formace G4M1 Model 11 od Mizawa kókútai. Fotografie prezentuje dvou i tříbarevnou kamufláž. Všimněte si, že hranice mezi jednotlivými barvami se liší stroj od stroje

Během služby se na rikkó vyskytovala tři různá kamuflážní schémata kombinující zelenou (přibližně FS 34052), hnědou (přibližně FS 30099) a světle šedou (něco mezi FS 36496 až FS 36357). Světle šedá na spodních plochách je tradičně uváděnou barvou i v japonských pramenech. Objevily se ale názory (například Osamu Tagaja), že místo světle šedé se jednalo o přirozenou barvu kovu přetřeného lakem.
V prvních letech se používala dvou a tříbarevná základní kamufláž: spodní plochy světle šedé (nebo kov) a horní a boční plochy zelené (v případě dvoubarevné kamufláže), či nepravidelná pole zelené a hnědé (u tříbarevné kamufláže). Od roku 1944 se objevuje i celozelená jednobarevná kamufláž.
Výjimkou z uvedeného schématu je zbarvení dvou strojů (G4M1 Model 11 a G6M1-L2), které 19. srpna 1945 přepravovaly japonskou kapitulační delegaci na Iedžimu. Ty byly na všech plochách přetřeny jednou vrstvou bílé barvy a místo výsostných znaků byly namalovány zelené kapitulační kříže.

## Bojové užití

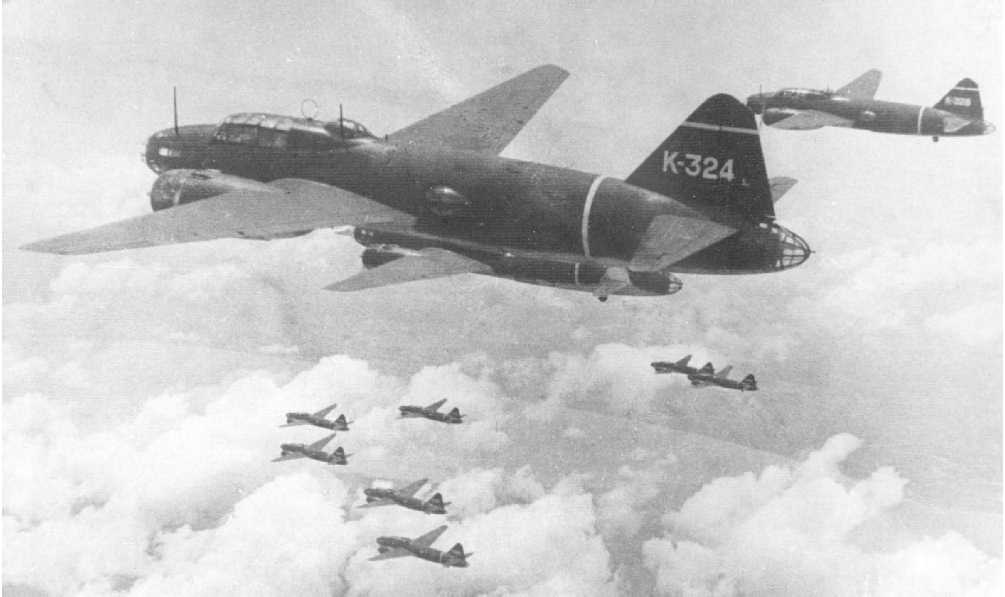
Skupina bombardérů G4M1 Model 11 od Kanoja kókútai

Prvně byly letounu G4M1 použity roku 1941 při bojích v Číně. Když v prosinci 1941 Japonsko napadlo USA, byly použity stroje k bombardování filipínských letišť. Šestadvacet G4M1 se rovněž zúčastnilo honu na britské válečné lodě HMS Prince of Wales a HMS Repulse, které byly 10. prosince 1941 potopeny. Letouny se účastnily dalších akcí a vydržely v prvoliniové službě po celou dobu války.
Dne 18. dubna 1943 byl během americké operace Vengeance sestřelen G4M1, který přepravoval japonského admirála Isorokua Jamamota na jeho inspekčním letu nad ostrovem Bougainville.
V závěru války byly G4M2E Model 24 Tei využívány jako nosiče sebevražedných letounových bomb Jokosuka MXY7.

## G4M dnes
Všechny G4M byly po druhé světové válce zlikvidovány v rámci hromadné likvidace japonské letecké techniky. Do dnešních dnů se proto žádná kompletní G4M nedochovala. Na japonských ostrovech je jediným dodnes zachovaným reliktem G4M (nepočítáme-li sedačku a torzo křídla z T1-323 v Isoroku Yamamoto Memorial Hall & Museum) zrestaurovaná zadní část trupu G4M2 Model 22, která se nachází v muzeu pana Noburo Harady v Tokiu. Tato část pochází z vraku nalezeného na jednom z bývalých polních letišť na ostrově Yap, který byl v roce 1980 vyzvednut a převezen do Japonska. Další vrak je majetkem Darwin Aviation Museum v Austrálii. V USA se nachází jediné další dva muzejní kusy. Vrak G4M1 Model 11 je majetkem muzea letectví v Santa Monice na Floridě a je vystavován v Planes of Fame Museum v Chino. V současnosti je vystavován tak, jak byl nalezen v džungli, ale existují plány na uvedení stroje do letuschopného stavu. Druhým a posledním exemplářem v USA je torzo přední a zadní části trupu G4M3 Model 34 v NASM Smithsoniova institutu ve Washingtonu. Jedná se o pozůstatky stroje, který byl po válce převezen z jokosucké letecké námořní základny na palubě eskortní letadlové lodě USS Core do Států.
Kromě těchto exemplářů se další vraky nacházejí rozesety po ostrovech a v moři po celé Pacifické oblasti, kde působily jednotky vybavené tímto typem. Na pacificwrecks.com lze nalézt údaje o objevených a zdokumentovaných strojích. Pravděpodobně nejznámějším vrakem je vrak T1-323 v džungli na jihu ostrova Bougainville, na jehož palubě zahynul admirál Jamamoto a jehož některé části jsou součástí expozice Papua New Guinea National Museum a Isoroku Yamamoto Memorial Hall & Museum.

## Specifikace (G4M3)

Micubiši G4M3

Údaje podle

### Technické údaje
- Osádka:
- Rozpětí: 24,89 m
- Délka: 19,50
- Výška: 6,00 m
- Nosná plocha: 78,125 m²
- Hmotnost prázdného letounu: 8 350 kg
- Vzletová hmotnost: 12 500 kg
- Pohonná jednotka: 2 × hvězdicový motor Micubiši MK4T Kasei 25 se vzletovým výkonem 1380 kW

### Výkony
- Maximální rychlost v 4 890 m: 470 km/h
- Ekonomická cestovní rychlost v 4 000 m: 315 km/h
- Výstup do 7000 m: 20 min 10 s
- Praktický dostup: 9 026 m
- Max. dolet: 4 334 km

### Výzbroj
- 3 × kanón Typ 99 ráže 20 mm
- 2 × kulomet Typ 92 ráže 7,7 mm
- 1000 kg pum nebo 1 × torpédo o hmotnosti 800–1055 kg